# Pogonomyrmex tenuipubens
Pogonomyrmex tenuipubens is een mierensoort uit de onderfamilie van de Myrmicinae. De wetenschappelijke naam van de soort is voor het eerst geldig gepubliceerd in 1936 door Santschi.